# Питтинари, Лукас
Лукас Абель Питтинари (исп. Lucas Abel Pittinari; родился 26 февраля 1987 года, Кордова, Аргентина) — аргентинский футболист, полузащитник.

## Клубная карьера
Питтинари — воспитанник клуба «Бельграно». 2 октября 2010 года в матче против «Индепендьенте Ривадавия» он дебютировал в Примере B. По итогам сезона Питтинари помог клубу выйти в элиту. 24 февраля 2012 года в матче против «Унион Санта-Фе» он дебютировал в аргентинской Примере. 16 сентября в поединке против «Арсенала» из Саранди Лукас забил свой первый гол за «Бельграно».
В начале 2015 года Питтинари на правах аренды перешёл в американский «Колорадо Рэпидз». 7 марта в матче против «Филадельфия Юнион» он дебютировал в MLS. 24 мая в поединке против канадского «Ванкувер Уайткэпс» Лукас забил свой первый гол за «Колорадо Рэпидз».
В начале 2016 года Питтинари на правах аренды присоединился к «Тигре». 6 февраля в матче против «Архентинос Хуниорс» он дебютировал за новую команду. Летом того же года Лукас был отдан в аренду в «Атлетико Рафаэла». 13 сентября в матче против «Темперлей» он дебютировал за новый клуб. По итогам сезона команда вылетела из элиты. 16 сентября 2017 года в поединке против «Химнасии Хухуй» он забил свой первый гол за «Атлетико Рафаэла».